# 新赫里霍里夫卡 (瓦西里基夫卡市鎮)

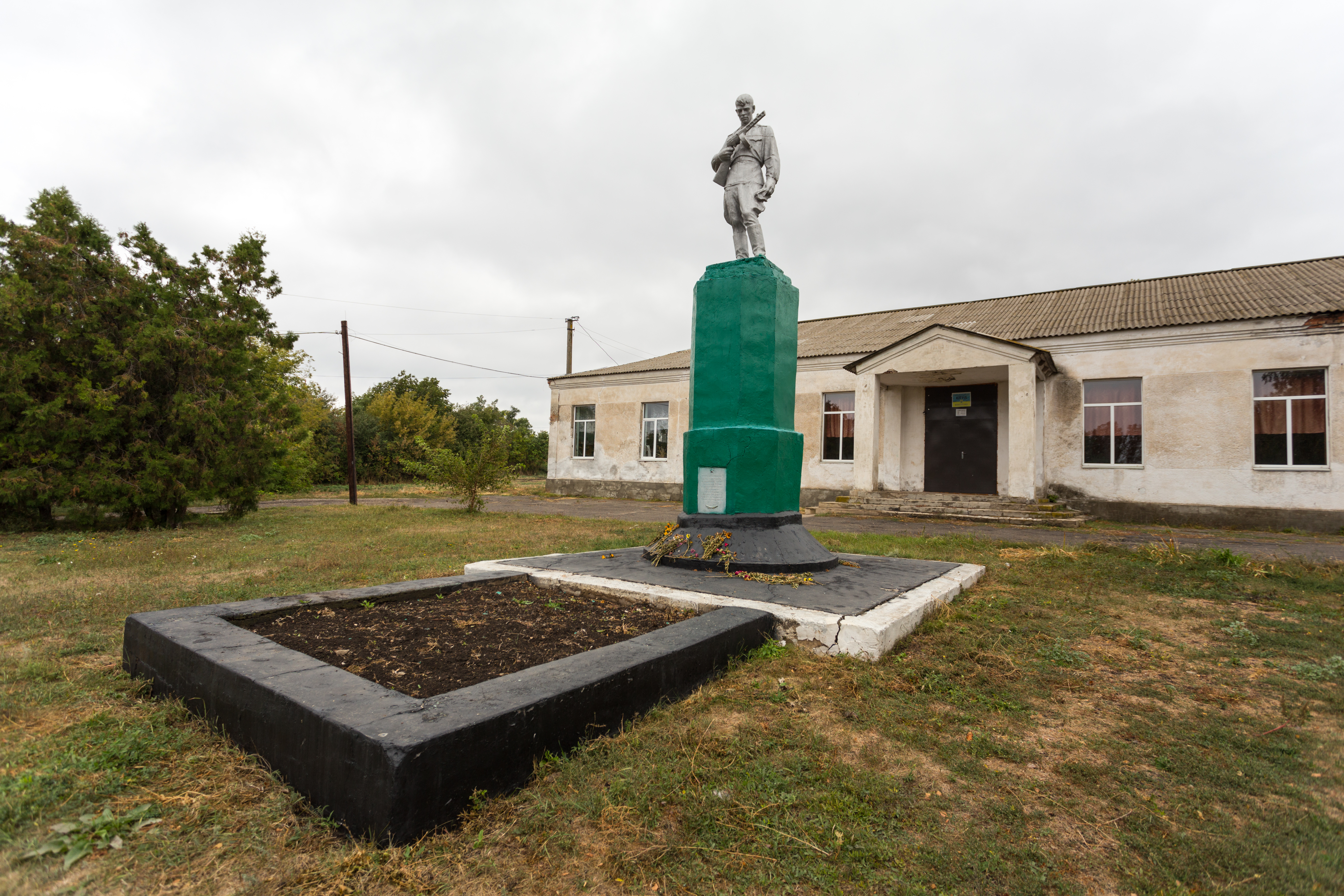
苏联烈士墓

48°4′53″N 35°58′15″E / 48.08139°N 35.97083°E
新赫里霍里夫卡，是烏克蘭中部第聶伯羅彼得羅夫斯克州錫內利尼科韋區瓦西里基夫卡市镇内的村落。距離莫羅濟夫斯凱和赫拉尼奇内1公里，2024年人口340。